# Еспаня (линеен кораб, 1912)
Еспаня (на испански: España) e испански линеен кораб. Главен кораб на едноименния тип линейни кораби.

## История
Заложен за построяване на 5 февруари 1909 г., спуснат на вода на 5 декември 1912 г., влиза в състава на испанския флот на 23 октомври 1913 г. Заедно с други испански кораби, през октомври 1913 г. представлява флота на страната в Картахена, по време на визитата в Испания на президента на Франция.
През 1920 г. на борда на линкора, в Чили е изпратена дипломатическа мисия и „Еспаня“ става първият испански боен кораб, преминал през Панамския канал. През 1921 г. линкорът е пренасочен към Северна Африка за действия в Рифската война и е използван за артилерийска поддръжка на испанските войски. По време на една такава операция, на 26 август 1923 г. „Еспаня“ засяда на скала край нос Трес Форкас в мъгливо време, поемайки 12 500 т вода. От кораба е снета артилерията и цялото оборудване, а с настъпването на есенните щормове, оголеният корпус се разпада на отделни части.